# CHa-17
CHa-17 — мисливець за підводними човнами Імперського флоту Японії, який взяв участь у Другій світовій війні.
CHa-17 належав до серії допоміжних мисливців, споруджених з використанням можливостей малих суднобудівних підприємств. Ці кораблі мали дерев'яний корпус та при зникненні зацікавленості в них зі сторони збройних сил мали бути перетворені на риболовецькі судна.
Спорудження корпусу CHa-17 здійснили на верфі у Горікі (Goriki), а його оснащення озброєнням провели на верфі ВМФ у Куре.
Кілька місяців корабель ніс службу в районі порту Саєкі (північно-східне узбережжя Кюсю), а в серпні 1943-го був включений до 83-го охоронного загону, що діяв у Меланезії. 2—17 вересня CHa-16 у складі конвою № 3902 пройшов з Йокосуки на Трук (розташована в центральній частині Каролінських островів головна японська база в Океанії), а потім перейшов до архіпелагу Бісмарка.
18 лютого 1944-го CHa-17 перебував в районі Кавієнгу (друга за значенням японська база в архіпелазі Бісмарка, розташована на північному завершенні острова Нова Ірландія), де був виявлений та потоплений літаками B-25.